# Incandescence
Incandescence (englisch für Glühen) ist ein Science-Fiction-Roman des australischen Schriftstellers Greg Egan. Die englische Ausgabe wurde im Jahr 2008 von der Orion Publishing Group in London veröffentlicht. Der Roman beschreibt in zwei separaten und später verbundenen Handlungssträngen sowohl die Untersuchungen zu gefundener DNA auf einem unbewohnten Himmelskörper im Territorium einer in Isolation lebenden außerirdischen Zivilisation im Kern der Milchstraße sowie die Entdeckung der Allgemeinen Relativitätstheorie einer anderen noch vor der Industrialisierung stehenden außerirdischen Zivilisation ohne eine einzige astronomische Beobachtung.

## Konzepte

Darstellung der Wirkung von Gezeitenkräften auf den Splinter

Amalgam und Aloof: Zwei weit fortgeschrittene außerirdische Zivilisationen, welche mit einem Kommunikationsnetzwerk aus Raumsonden ihr Territorium besetzt haben und über dieses als digitale Simulationen reisen. Die Amalgam leben in der gesamten Milchstraße bis auf ihren Kern und haben Kontakt mit zahlreichen anderen Zivilisationen aufgenommen wie etwa in den Noveletten Glory und Hot Rock geschildert. Die Aloof leben in Isolation im Kern der Milchstraße und treten nicht in Kontakt mit anderen Zivilisationen, wobei alle Kontaktversuche unbeantwortet bleiben und sämtliche in ihr Territorium geschickten Raumsonden nach Jahrzehnten lediglich unbeschädigt zurückgeschickt werden. Aus diesem Grund ist nichts über die Aloof bekannt, etwa ob es sich nur um eine Zivilisation oder um einen ganzen Verbund an solchen handelt. Nichtsdestotrotz gestatten die Aloof die Durchreise von digitalen Simulationen über ihr Kommunikationsnetzwerk als Abkürzung durch den Kern der Milchstraße wie etwa in der Novelle Riding the Crocodile geschildert, da ein Umweg andernfalls mit dem Verlust von zehntausenden Jahren einhergeht.
Splinter: Eine semitransparente Welt voller gekrümmter Tunnel, welcher von einer außerirdischen Zivilisation vor dem Zeitalter der Industrialisierung bewohnt wird. Im Gegensatz zu anderen Welten zieht die Gravitation im Splinter nicht alles in Richtung des Zentrums, sondern je nach Position relativ zu diesem auch in die komplett andere Richtung. Nach Entdeckung ihrer sich verändernden Stärke ist es daher nur eine Folge der Zeit, bis der Splinter von den konkurrierenden Kräften auseinandergerissen wird. Kräftefreie Wege werden dabei als Nulllinien bezeichnet und das Zentrum des Splinters ohne Kraft als Nullkammer. Daneben wird der Splinter von einem hellen Licht durchstrahlt, welches als Incandescence bezeichnet wird.

## Handlung
In Territorium der Aloof wurde ein umhertreibender Himmelskörper mit Spuren von DNA gefunden. Rakesh und Parantham, Nachkommen der Menschen, sowie Lahl, Botschafterin der Aloof, reisen über das Kommunikationsnetzwerk der Amalgam von ihrem Heimatplaneten Shab-e-Noor ohne Bewusstsein über zwölftausend Jahre hinweg zum Planten Massa am Rande des Territoriums der Aloof. Nach Gestattung der Durchreise durch das Kommunikationsnetzwerk der Aloof reisen Rakesh und Parantham weiter zu dem Himmelskörper, während Lahl auf Massa zurückbleibt. Bei weiteren Untersuchungen bei der Zurückberechnung möglicher Ursprungssysteme des Himmelskörpers, etwa bei dem Schwarzen Loch Goudal-e-Markaz und einem Neutronenstern, trifft eine Nachricht von Lahl ein. Inzwischen schleusen die Aloof bei der Durchreise anderer Zivilisationen ihre eigenen Spione in das Kommunikationsnetzwerk der Amalgam ein, weshalb Rakesh und Parantham bei ihrer Rückkehr womöglich die Einreise verweigert werden könnte. Rakesh und Parantham finden bei dem Neutronenstern eine bewohnte Welt mit einer außerirdischen Zivilisation, welche einst zwischen vielen verschiedenen Welten reiste und austauschte, doch nun wieder in eine primitivere Zeit zurückkehrt ist und sich von Technologie entfremdet hat. Dadurch wird der Grund hinter den ganzen erfolglosen Kontaktversuchen mit den Aloof klar sowie der Grund hinter den ins Netzwerk der Amalgam gesendeten Spione wie Lahl als Hilferufe ihrer vermutlich noch etwas fortschrittlicheren Welten zur erneuten Auferweckung aus einem schlafwandelartigen Zustand, welcher ihre Zivilisation erfasst hat. Rakesh plant zurückzubleiben und diesen Prozess mithilfe von Zey, einer von den Aloof, erneut zu beginnen, während Parantham zurück zu den Amalgam reist und ihre Geschichte erzählt.
In der Nullkammer des Splinters führen Zak und Roi verschiedene Fallexperimente leicht abseits des Zentrums durch, um eine alte Karte der Gewichte im Splinter zu überprüfen und zu verfeinern. Dabei stellt sich zum einen eine Rotationsbewegung des Splinters als auch dessen größter Orbit um ein als Hub bezeichnetes Zentrum heraus, wobei beide Perioden (aufgrund von Gezeitenreibung) identisch sind. Bei der Aufstellung einer Gesetzmäßigkeit unterlaufen ihnen zunächst zwei Fehler, welche einer absoluten Behandlung der Zeit (wie in der Newtonschen Gravitationstheorie) sowie einer mit dem Raum völlig identischen Behandlung entsprechen. Erst eine gemeinsame Geometrie von Raum und Zeit mit verschiedenen Vorzeichen funktioniert, welche zudem die universelle und von der Beobachtung unabhängige Geschwindigkeit von Neth (welche der Lichtgeschwindigkeit entspricht) postuliert. Mithilfe von Zaks Prinzip (welches den Einsteinschen Feldgleichungen entspricht) können schließlich die Phänomene erklärt werden. Dabei stellt sich ohne explizite Erwähnung heraus, dass der Hub ein supermassives Schwarzes Loch ist, womöglich Sagittarius A* im Zentrum der Milchstraße, und das als Incandescence bekannte Licht von dessen Akkretionsscheibe kommt, in welchem sich der Splinter befindet. Eine kugelsymmetrische Lösung für Zaks Prinzip von Roi und Gul (welche der im Vakuum nach dem Birkhoff-Theorem eindeutigen Schwarzschild-Metrik entspricht) zeigt dabei die drohende Zerstörung des Splinters auf, da dieser sich durch einen immer weiter verkleinernden Orbit (durch Gravitationsstrahlung) langsam dem niedrigsten noch stabilen Orbit annähert (welcher in der Schwarzschild-Metrik der dreifache Radius des Schwarzen Loches ist). Dazu wird auch die Notwendigkeit von Verallgemeinerungen erkannt, wie der zusätzlichen Berücksichtigung der Rotation des Schwarzen Loches (welche auf die Kerr-Metrik führt, in welcher der niedrigste noch stabile Orbit kleiner ist). Außerdem wird ein als Wanderer bezeichnetes Objekt entdeckt, welches bei einem Vorbeiflug die Orbits zudem kritisch durcheinanderbringen könnte. Mithilfe neu gegrabener Tunnel und Spiegel kann der Splinter jedoch durch Strahlungsdruck in einen höheren und dadurch sichereren Orbit befördert werden. Anschließend schlägt Haf, ein Nachkomme von Roi und Gul, die Errichtung eines großen Schutzwalls um den extrem gefährlichen Hub vor und es wird klar, dass die Bewohner des Splinter die Vorfahren der Aloof sind. Dadurch umspannt die Geschichte deren Aufstieg, Niedergang und Wiederentstehung zu einer galaktischen Zivilisation.

## Hintergrund
Die Benennung für die Richtungen im Splinter („shomal“, „junub“, „rarb“, „sharq“, „garm“ und „sard“) stammen von den arabischen Begriffen für „Norden“ (arabisch شمال, DMG shamal), „Süden“ (arabisch جنوب, DMG janub), „Osten“ (arabisch شرق, DMG sharq) und „Westen“ (arabisch الغرب, DMG algharb) sowie von den persischen Begriffen für „heiß“ (persisch داغ, DMG dagh) und „kalt“ (persisch سرد, DMG sard).
Greg Egan beschrieb in dem Essay The Big Idea (deutsch für Die große Idee), veröffentlicht auf dem Blog Whatever von John Scalzi, genauer die zentrale Idee des Romans, dass die Allgemeine Relativitätstheorie, welche für uns nach jahrhundertelangen astronomischen Beobachtungen als Paradebeispiel des menschlichen Genies gilt („detailed understanding of gravity after centuries of painstaking astronomical observations“, „widely regarded as one of the pinnacles of human intellectual achievement“), von einer Zivilisation vor der Industrialisierung selbst ohne eine einzige astronomische Beobachtung entdeckt werden kann. Gemäß dem Äquivalenzprinzip kann nicht zwischen einem gravitationsfreien Raum und einem freien Fall in einem Gravitationsfeld unterschieden werden, wodurch Gravitation als Trägheitskraft beschrieben werden kann. Dies gilt jedoch nicht mehr bei einem ausgedehnten zur Verfügung stehenden Testraum sowie in einem nicht homogenen Gravitationsfeld, wie es üblicherweise bei Himmelskörpern auch der Fall ist. Greg Egan erklärt dies mit einer Raumstation im Erdorbit voller frei schwebender Büroklammern, welche alle ihren eigenen Orbit um die Erde haben und daher kleine periodische Wackelbewegungen durchführen („some objects will undergo a cyclic motion, moving back and forth, all with the same period“). Dadurch ergäbe sich die alternative Möglichkeit zur Entdeckung der Allgemeinen Relativitätstheorie („an alternative, low-tech path into some of the most beautiful truths we’ve yet discovered about the universe“). Dabei ist es für die Außerirdischen im Splinter wegen der gekrümmten und verbogenen Tunnel leichter sich an die gleiche Natur der Raumzeit anzupassen, als es auf einem scheinbar flachen Planeten gewesen wäre.

## Auszeichnung
Der Roman war für den japanischen Seiun-Preis im Jahr 2014 nominiert gewesen.

## Kritik
Paul Simpson schreibt auf dwscifi.com, dass Greg Egan nicht vor hohen Konzepten zurückschreckt („Greg Egan isn’t afraid to tackle high concepts“) sowie Inspiration von aktuellen Gedankengängen holt („has drawn inspiration from the most up to date scientific thinking“). Jedoch werde der Roman dadurch ein nicht sehr aufregender Vortrag über den Prozess der wissenschaftlichen Entdeckung und die Physik eines Schwarzen Loches („through a not particularly enthralling lecture on the process of scientific discovery, combined with the physics of a black hole“). Zu zeigen anstatt zu erzählen hätte dabei geholfen („show, don't tell is a maxim that would have helped here“).
Jonathan McCalmont schreibt auf der SF Site, dass die zentrale Prämisse der alternativen Entdeckung der Allgemeinen Relativitätstheorie ein kühnes Experiment sei, aber doch trocken zu lesen („clearly an audacious experiment on Egan's part it unfortunately makes for a rather dry read“). Faszinierend seien dagegen die sekundären Ideen und hätten den Roman bei besserer Ausarbeitung besser gemacht („secondary ideas are genuinely fascinating and could easily have redeemed the book had Egan invested more heavily in them“). Mit allen Andeutungen von Großartigkeit und befriedigenden Momenten („all its hints of greatness and pleasing moments“) fühle sich der Roman trotzdem wie ein fehlgeschlagenes Literaturexperiment an („ultimately feels like a failed literary experiment“).
Am 8. Juni 2008 veröffentlichte der britische Autor Adam Roberts eine Rezension, in welcher der Roman für seine ungeschickte Prosa und schwache Charakterisierung kritisiert wurde („prose style has never been Egan’s forte“, „float in a weak fluid of narrativised character“). Greg Egan bezeichnete dies als seinen vermutlich ersten wirklich Verriss („probably the first genuine hatchet job I've ever received“) und veröffentlichte daraufhin als Antwort das Essay Anatomy of a Hatchet Job (englisch für Anatomie eines Verisses). In diesem wird die Rezension der Verwendung von Strohmann-Argumenten wie etwa der alternativen Kritik von selbst konstruierten Vergleichen beschuldigt sowie dass viele davon einfach unpassend seien, etwa weil sich Adam Roberts auch des Rosinenpickens bedient. Als Beispiel nennt Greg Egan die Kritik an einer Szene über die Fortpflanzung der Außerirdischen durch die Erfindung einer fiktiven Szene aus The Golden Bowl von Henry James sowie die Kritik an seinen Benennungen. Etwa bezeichnete Adam Roberts die Benennung der Amalgam wegen der ehemaligen Verwendung der Quecksilberlegierung Amalgam als Zahnfüllung als dental („rather dental name“) oder kritisiert die hässlichen Benennungen („That’s likely to make my list of 2008 top-ten flat ugliest sentences.“) der verschiedenen Richtungen „shomal“, „junub“, „rarb“ and „sharq“ im Splinter, welche für besseres Verständnis durch „Norden“, „Süden“, „Westen“ and „Osten“ hätten ersetzt werden sollen und klingen, als wolle Greg Egan sich über einen lustig machen („it starts to look like he’s just taking the piss“). Greg Egan meinte zu dem ersten Vergleich, dass jeder Schüler für solche Rhetorik durchfallen würde („Any high school student or undergraduate who tried this in an essay would be failed.“) und etwa „Splinter“ (englisch für „Splitter“) auch hölzern klinge („rather wooden“), obwohl Adam Robert sogar selbst ein Jahr zuvor einen Roman mit diesem Titel veröffentlicht hatte. Da unser Verständnis von Himmelsrichtungen sich zudem auf die Rotationsachse der Erde beziehe, welche von den Außerirdischen im Roman für den Splinter erst entdeckt wird und ihre Benennungen sich stattdessen auf die variierenden Gewichte beziehen, welche wir nicht kennen, sei die Analogie zudem völlig falsch. Greg Egan schreibt weiter, dass Adam Roberts fairerweise trotz seiner Abneigung gegen Physik, etwa wegen Aussagen wie dass diese ein Feind des Mysteriums sei („science is the enemy of mystery“) entweder trotzdem genug Gedanken in das Verständnis der Handlung hätte stecken sollen oder eine Rezension wegen Befangenheit hätte ablehnen sollen („a previous encounter with Schild’s Ladder should have warned off any but the most masochistic of science-haters“).
Greg Egan schrieb in dem Essay zudem, dass etwa die Hälfte aller Kritiken falsche Aussagen zum Roman machen. Etwa dass der Splinter um einen Neutronenstern kreist oder eine Kollision mit einem anderen Himmelskörper droht sowie die Verbindung zwischen den beiden Handlungssträngen oder Hintergrund über die Aloof niemals aufgelöst werden.